# Татакото

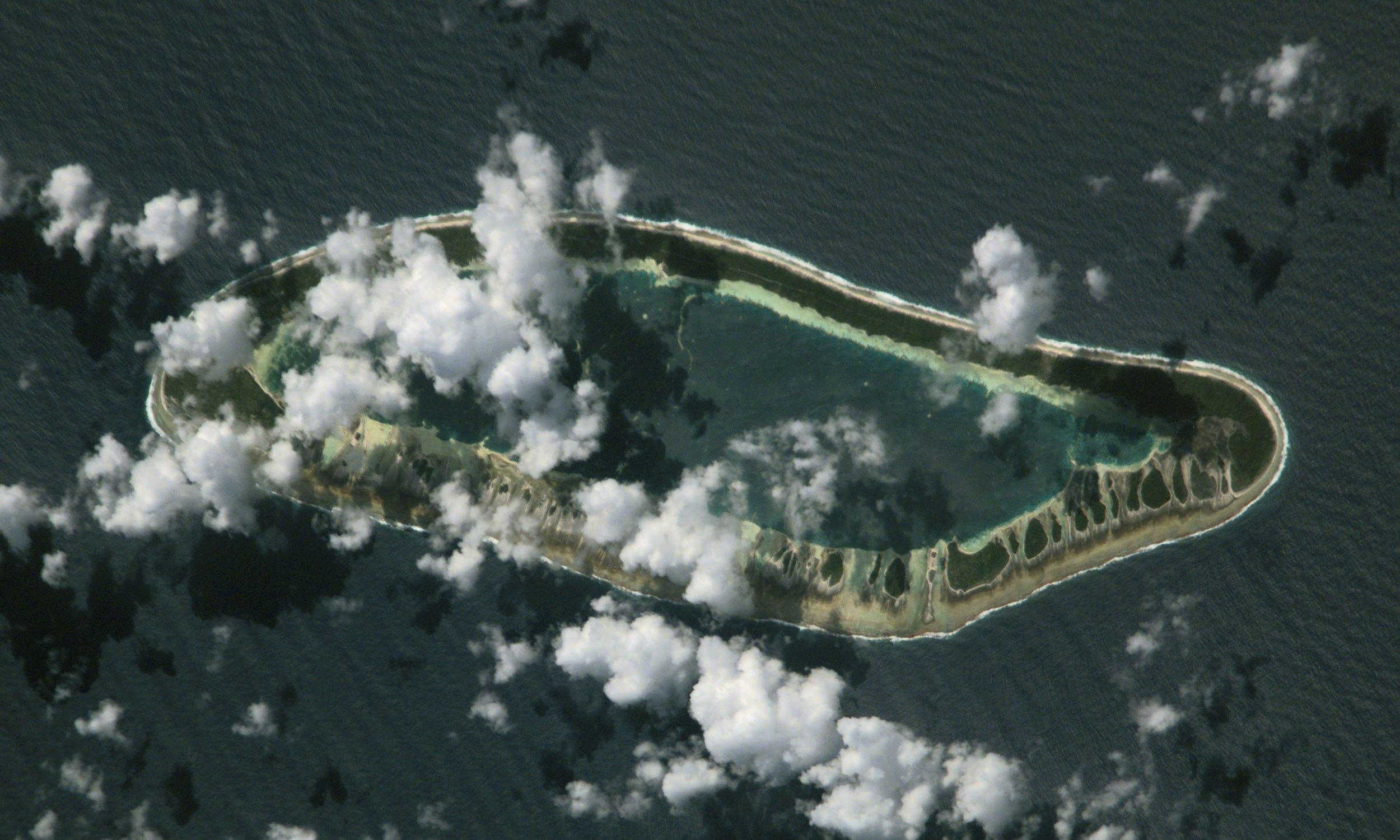
Космический снимок атолла

Татакото (фр. Tatakoto) — один из самых отдалённых атоллов архипелага Туамоту (Французская Полинезия).

## География
Остров расположен в 1182 км от Таити и в 180 км от атоллов Вахитахи и Пука-Пука. Имеет форму боба, длина которого составляет 14 км, а ширина — 3,5 км. Татакото состоит из 65 маленьких островков, или моту, окружающих расположенную в центре лагуну. Крупнейший из них имеет длину 15 км и ширину 400 м. Большая часть островов расположена с наветренной стороны. Все они имеют плоский рельеф, при этом едва возвышаясь над поверхностью океана.

## История
Остров был открыт 29 октября 1774 году испанским мореплавателем Доминго Бонечеа. Они назвали его «Островом Святого Нарцисса». В начале XX века Франция основала на Татакото колонию и высадила на острове плантацию кокосовой пальмы.

## Административное деление
Остров Татакото — коммуна, входящая в состав административного подразделения Туамоту-Гамбье.

## Население
Главное поселение — деревня Тумукуру. На острове расположен аэродром. В 2007 году численность населения Татакото составляла 227 человек. Основное занятие местных жителей — производство копры.